# カメーネ
- カメーネ [要出典]
- カメーナエ [1]
- カメーナ [1][2]
- カメナ [3]

カメーナエ（羅: Camēnae、単数形: カメーナ）は、ローマ神話における泉や噴水の女神。またはウェヌスの水のニュンペーとされていた。賢く、時には予言を与えてくれる。カメーナエは、カルメンタ、エゲリア、ポリマ（アンテウォルタ）、ポストウェルタ（ポストウォルタ）の4人である。
セルウィウス城壁のカペーナ門 (en) の外に神聖な森があり、そこに祀られていた。カルメンタがリーダーとされていて、カペーナ門外の森と泉はカルメンタに捧げられたものである。カルメンタの祭であるカルメンタリア祭では、ウェスタの巫女がその泉から儀礼用の水を汲んだ。カメーナエは後にギリシア神話のムーサと同一視された。